# جوديث ويزنر
جوديث ويزنر (بالألمانية: Judith Wiesner-Floimair)‏ مواليد 2 مارس 1966 في النمسا، هي لاعبة كرة مضرب نمساوية سابقة بدأت مسيرتها كمحترفة سنة 1987 وكانت تلعب باليد اليمنى، اعتزلت اللعب في 1997. أعلى تصنيف لها في الفردي كان المركز الـ 12 في سنة 1997. سبق أن شاركت في دورة الألعاب الأولمبية الصيفية.

## الخط الزمني للفردي
مفتاح
| ف | ن | ن.ن | ر.ن | د# | د.م | ل | أ.أ | ت | غ | ب | ف | ذ | م.خ | ل.ت |

(ف) فاز بالبطولة (ن) وصل النهائي (ن.ن) نصف النهائي (ر.ن) ربع النهائي (د#) الأدوار الأربعة الأولى (د.م) دور المجموعات (ل) شارك في كأس ديفيز (أ.أ) خرج من الأدوار الاولى (ت) خسر التصفيات التأهيلية (غ) غاب عن الحدث أو البطولة (ب) حصل على ميدالية برونزية (ف) حصل على ميدالية فضية (ذ) حصل على ميدالية ذهبية (م.خ) بطولة الماسترز خُفضت إلى مرتبة أقل (ل.ت) البطولة لم تعقد في السنة المعينة.
لتجنب الارتباك وازدواجية الحساب، يتم تحديث هذه المعلومات إما في نهاية البطولة، أو عندما تكون مشاركة اللاعب في البطولة قد انتهت.
| الدورة            | 1986  | 1987  | 1988  | 1989  | 1990  | 1991  | 1992  | 1993  | 1994  | 1985  | 1996  | 1997  | إجمالي ف/م |
| ----------------- | ----- | ----- | ----- | ----- | ----- | ----- | ----- | ----- | ----- | ----- | ----- | ----- | ---------- |
| أستراليا المفتوحة | ل.ت   | د3    | غ     | د4    | د2    | غ     | د2    | د1    | غ     | د3    | د1    | د1    | 0 / 8      |
| فرنسا المفتوحة    | غ     | د2    | د1    | د1    | د3    | د1    | د3    | د4    | د2    | د1    | د1    | د1    | 0 / 11     |
| بطولة ويمبلدون    | غ     | د2    | د1    | د3    | د4    | د4    | د3    | د2    | د1    | د3    | ر.ن   | د3    | 0 / 11     |
| أمريكا المفتوحة   | غ     | د1    | د4    | د1    | د4    | د4    | د2    | د3    | د3    | د1    | ر.ن   | غ     | 0 / 10     |
| م.ف               | 0 / 0 | 0 / 4 | 0 / 3 | 0 / 4 | 0 / 4 | 0 / 3 | 0 / 4 | 0 / 4 | 0 / 3 | 0 / 4 | 0 / 4 | 0 / 3 | 0 / 40     |
| إحصائيات المسيرة  |       |       |       |       |       |       |       |       |       |       |       |       |            |
| تصنيف نهاية العام | 141   | 33    | 33    | 35    | 17    | 16    | 25    | 21    | 25    | 25    | 15    | ب.ت   |            |

- إجمالي ف / م = إجمالي الفوز والمشاركة

## روابط خارجية
- جوديث ويزنر على موقع رابطة محترفات التنس (الإنجليزية)
- جوديث ويزنر على موقع الاتحاد الدولي لكرة المضرب (الإنجليزية)
- جوديث ويزنر على موقع كأس بيلي جين كينغ (الإنجليزية)
- جوديث ويزنر على موقع خلاصة التنس.كوم (الإنجليزية)
- جوديث ويزنر على موقع أوليمبيديا (الإنجليزية)